# ニセイカウシュッペ山
ニセイカウシュッペ山（ニセイカウシュッペやま）は、北海道上川郡上川町にある標高1,883 mの火山である。

## 概要
日本三百名山に選定されている。アイヌ語のニセイ・カ・ウㇱ・ペ (nisey-ka-us-pe) は「断崖絶壁の上にあるもの（山）」という意味である。
日本国内では、国後島の爺爺岳（1,822 m）を含め、ニセイカウシュッペ山より北に、それより高い地点はない。

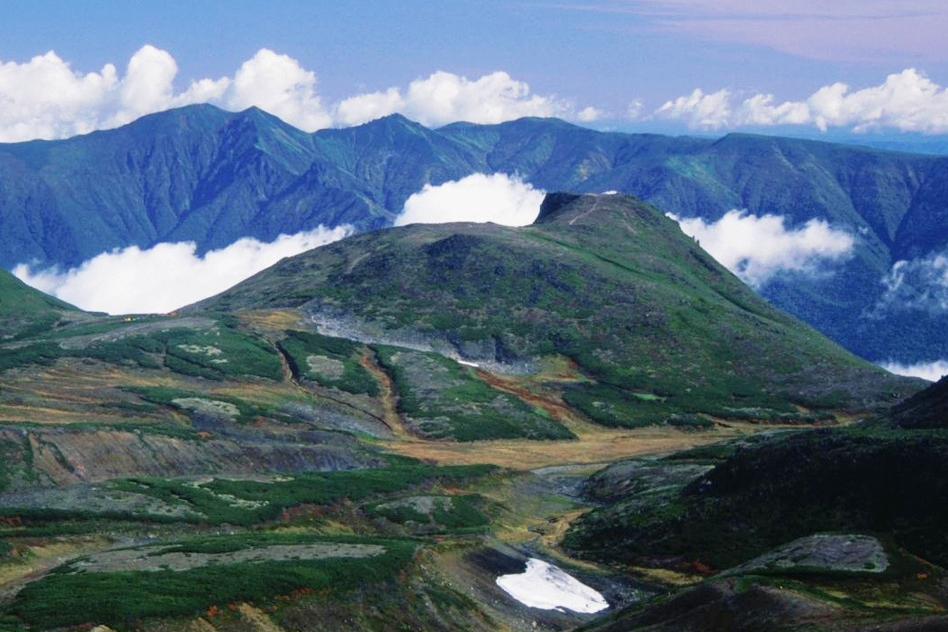
大雪山から望むと黒岳（中央）とニセイカウシュッペ山（左奥）
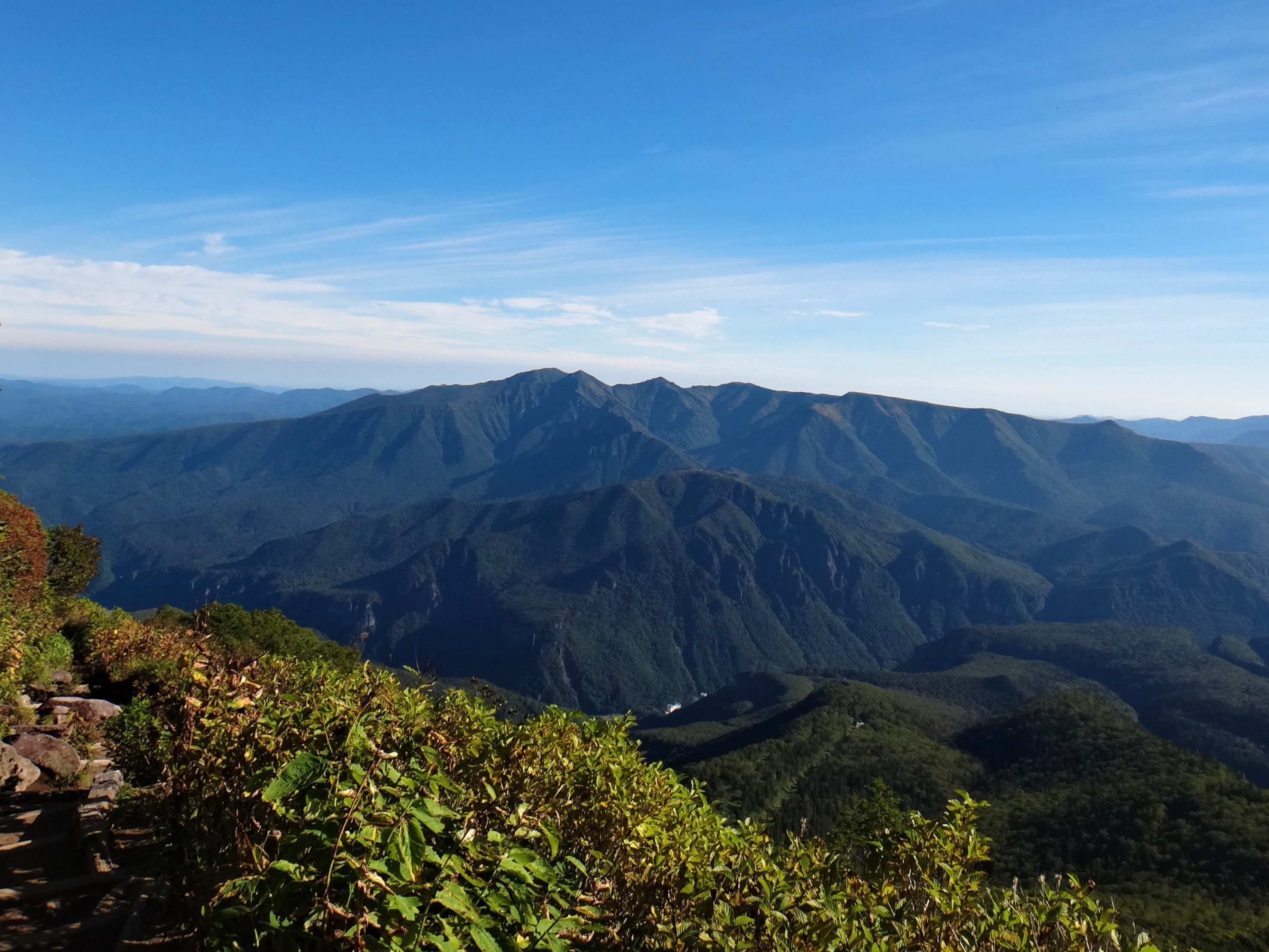
黒岳登山道からのニセイカウシュッペ山

## 登山風景

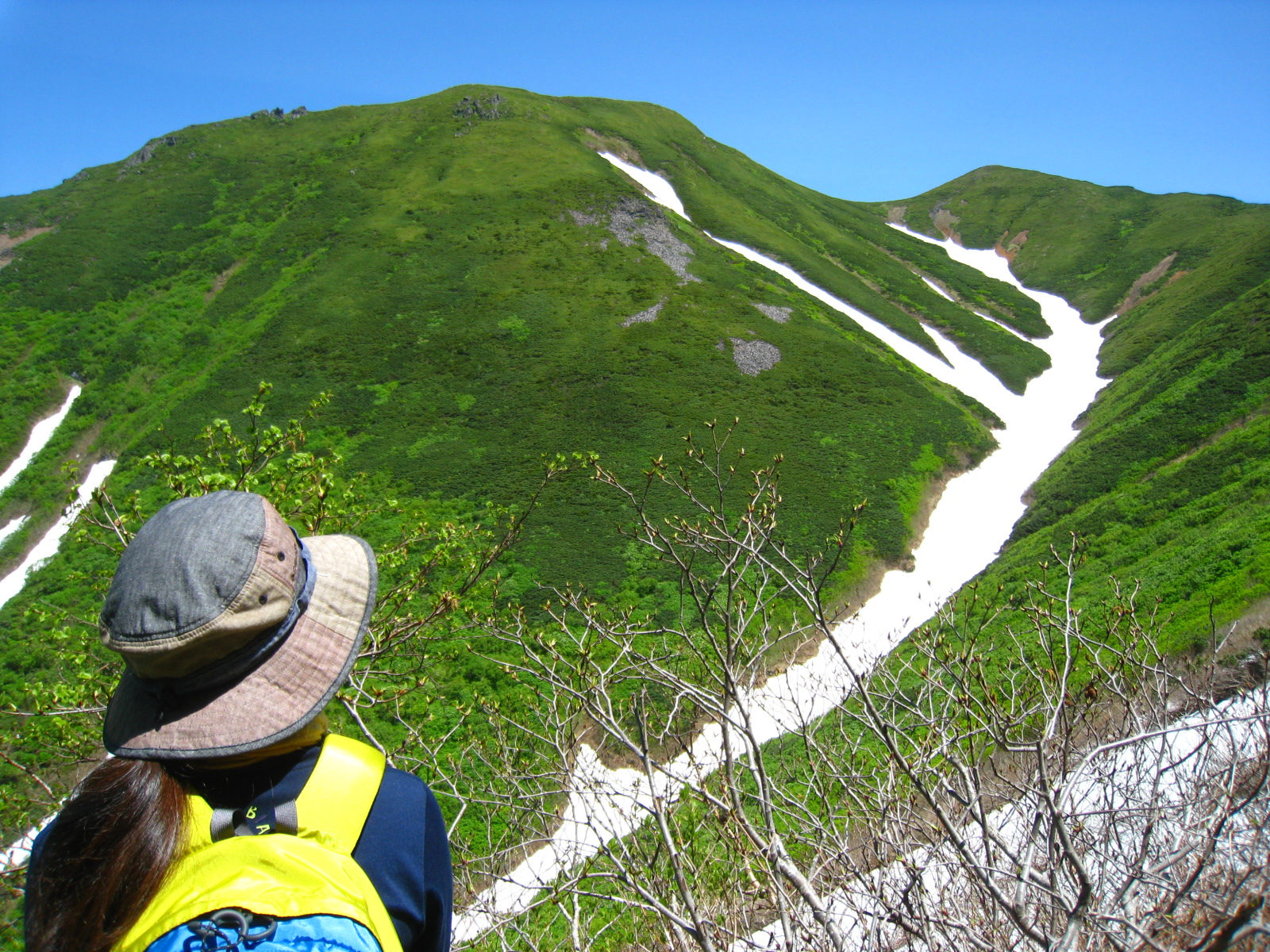
西南西から山頂方向を望む
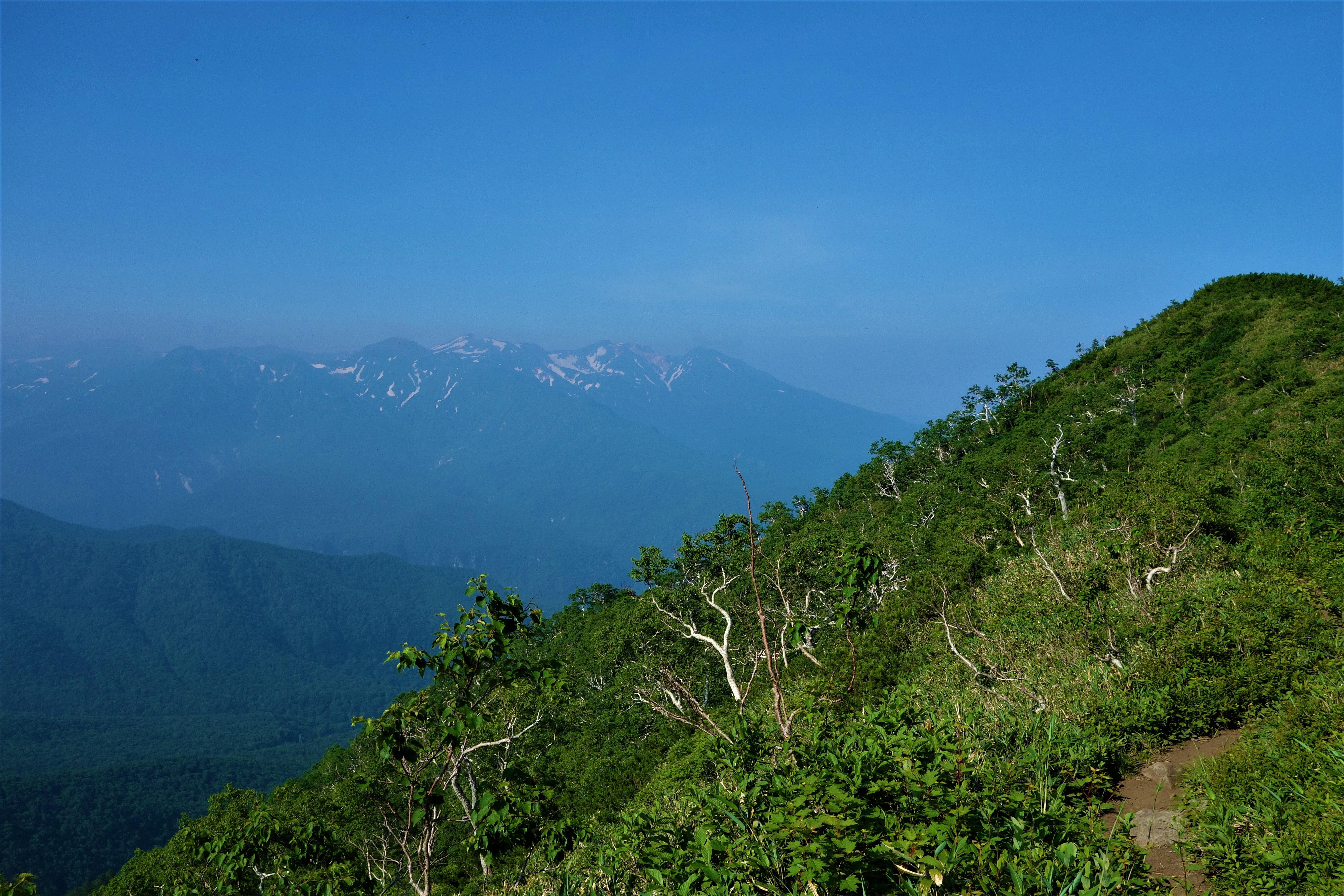
登山道から大雪山
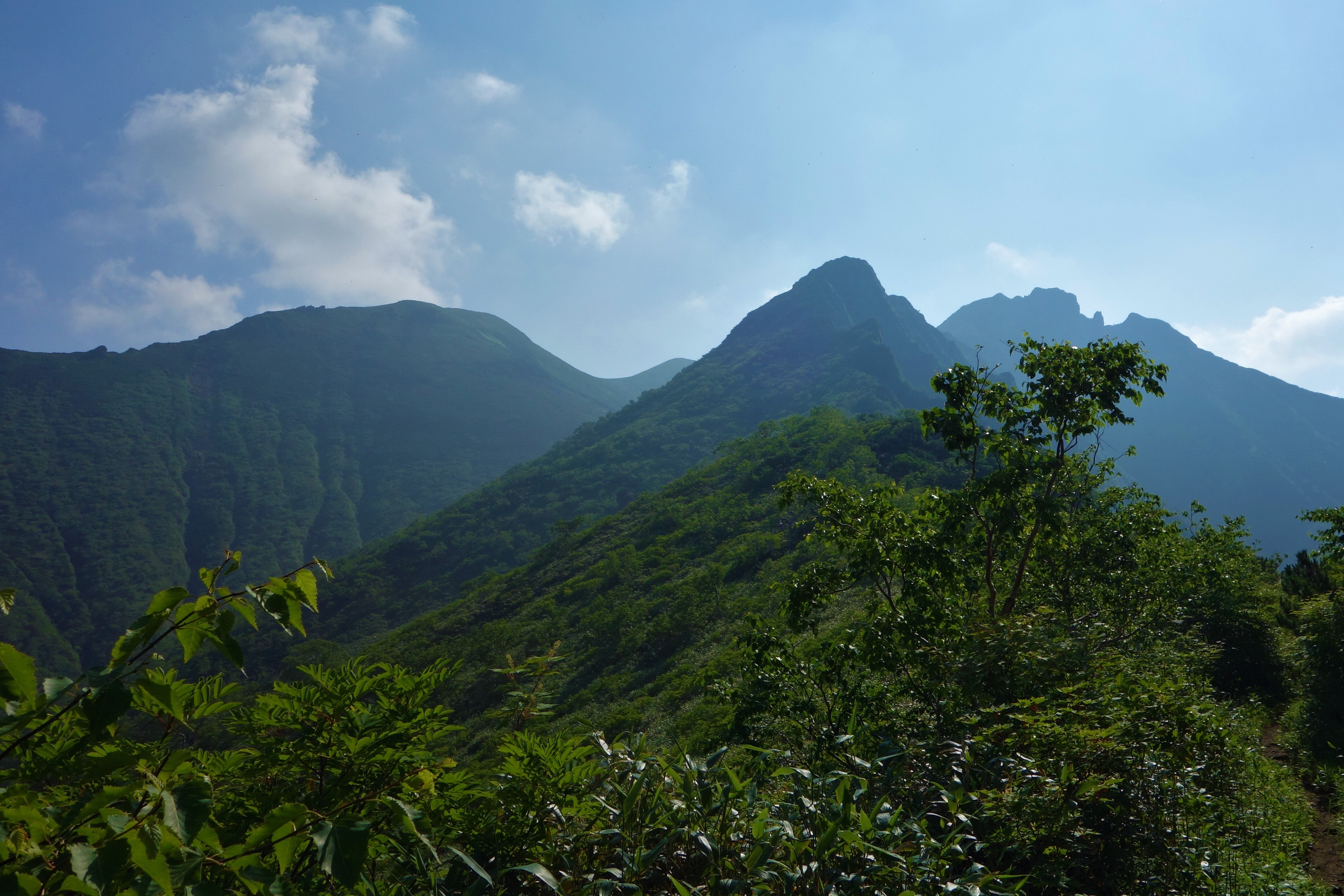
登山道からニセイカウシュッペ山と大槍
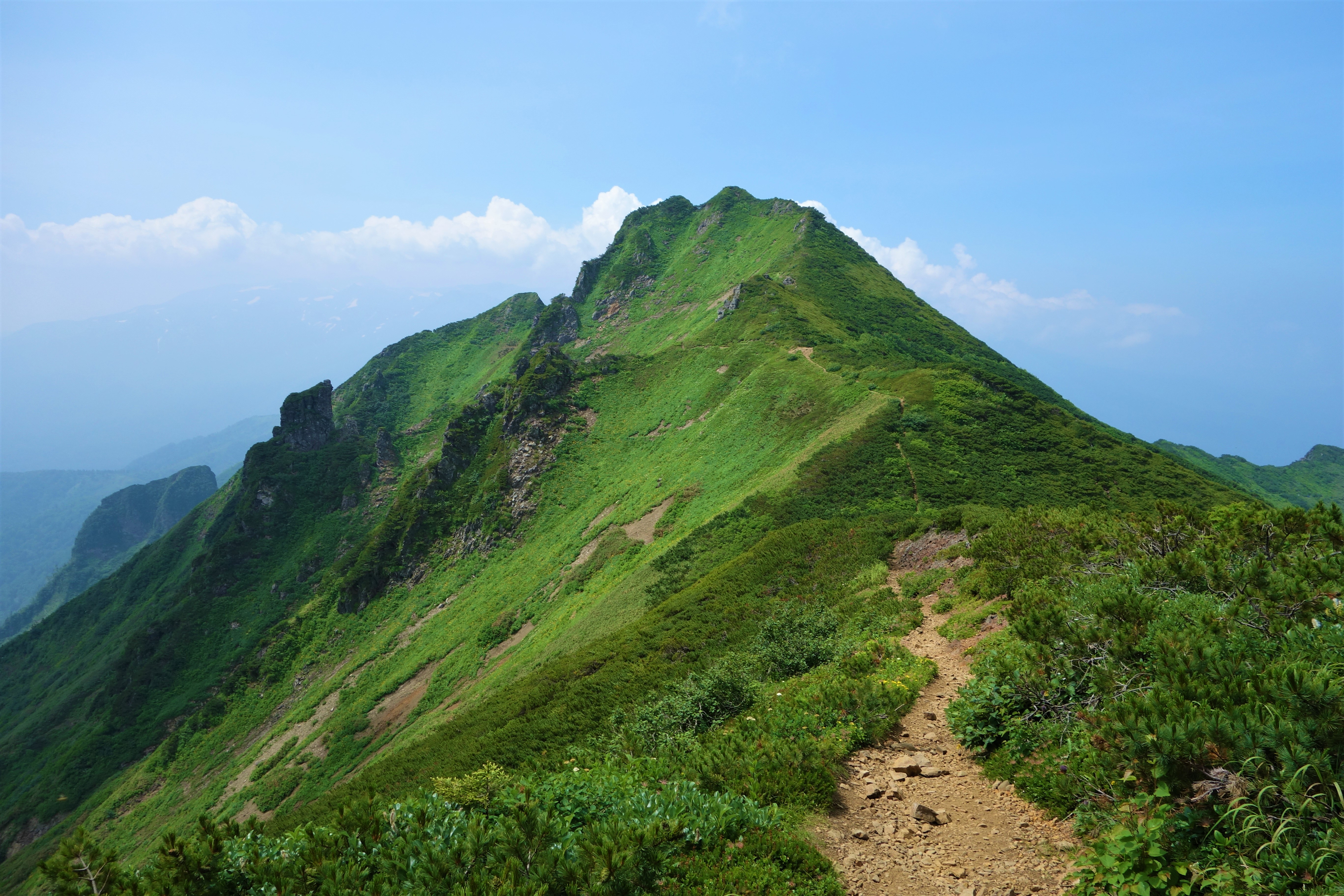
大槍
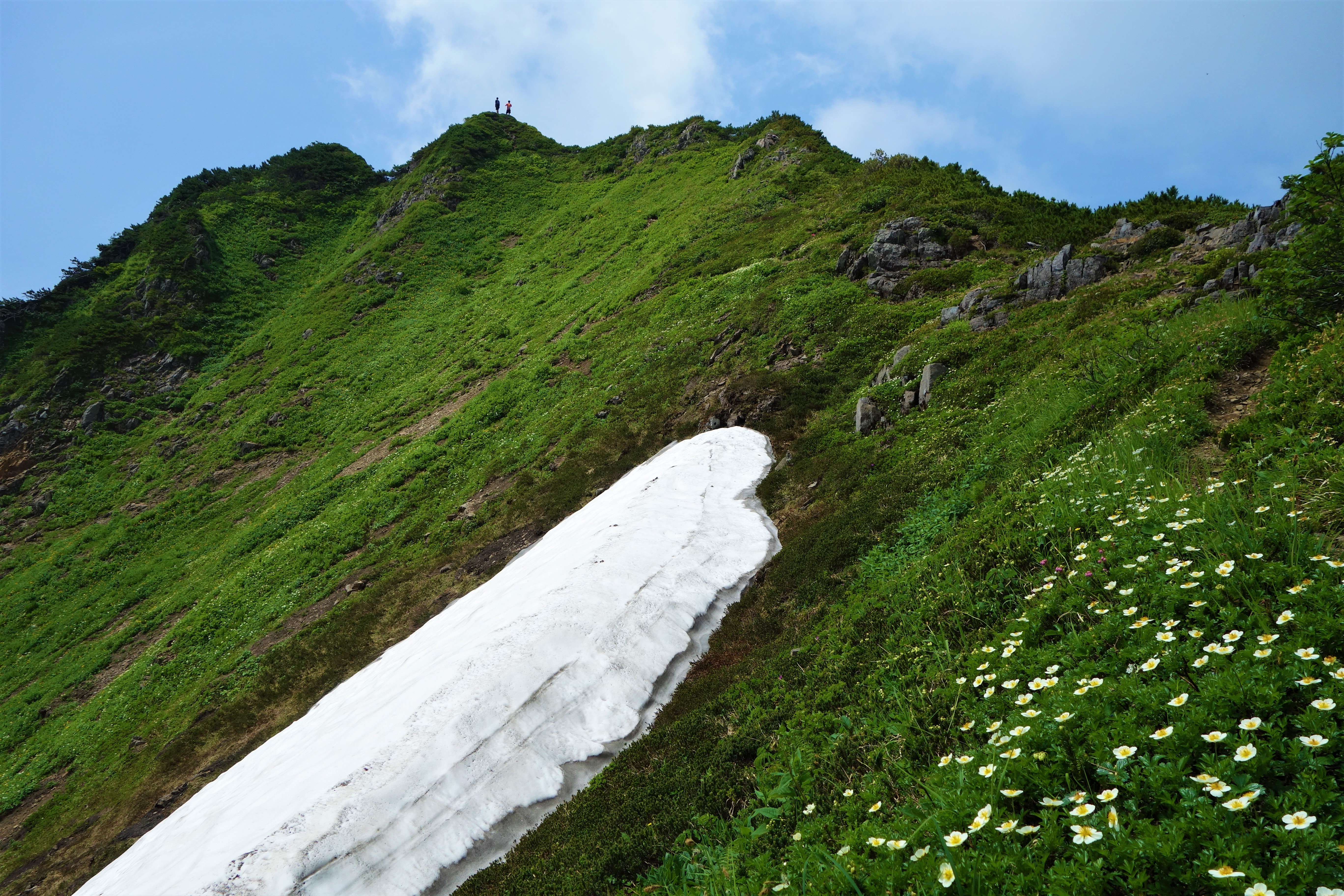
大槍の雪渓とチングルマ
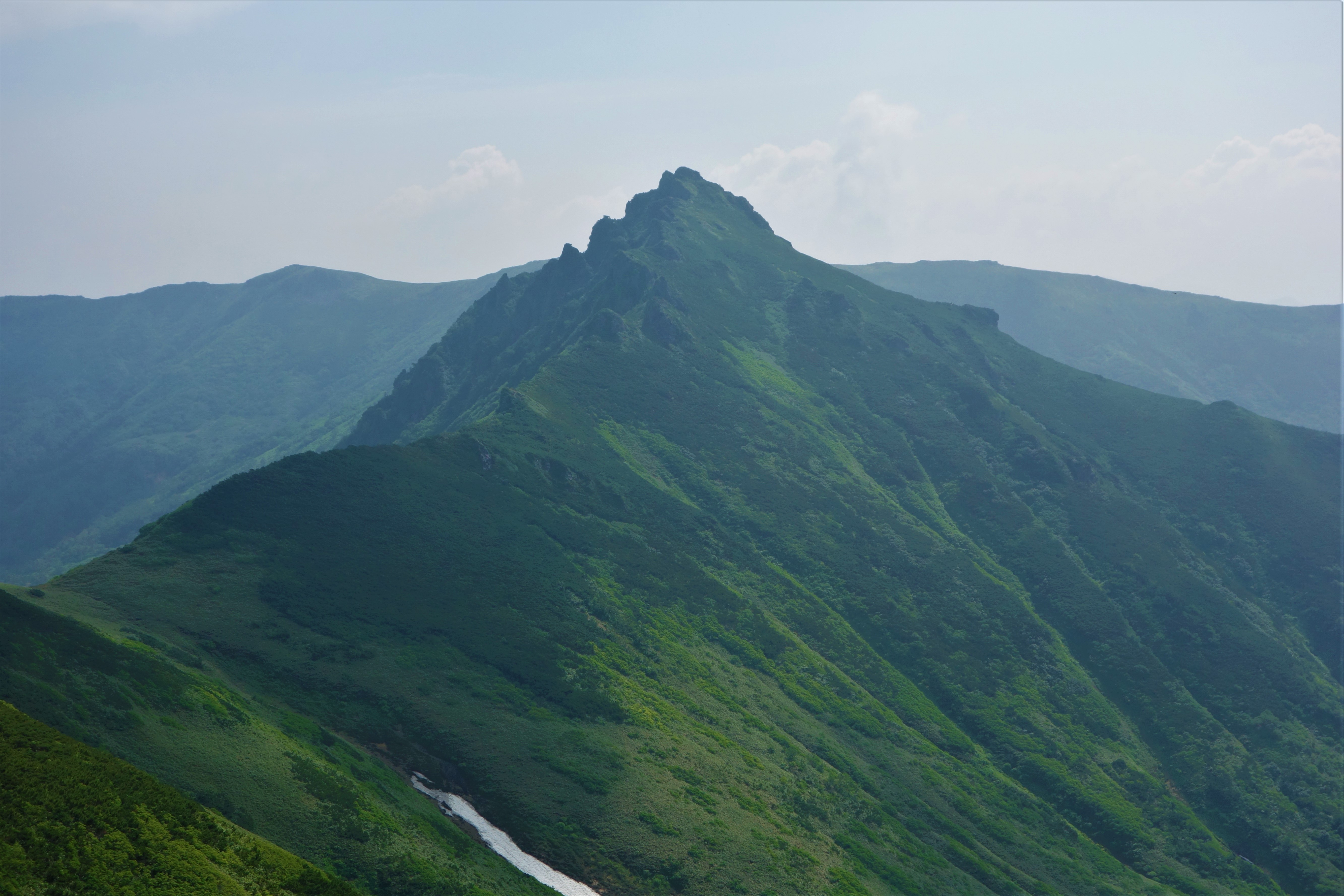
アンギラス（軍艦山）
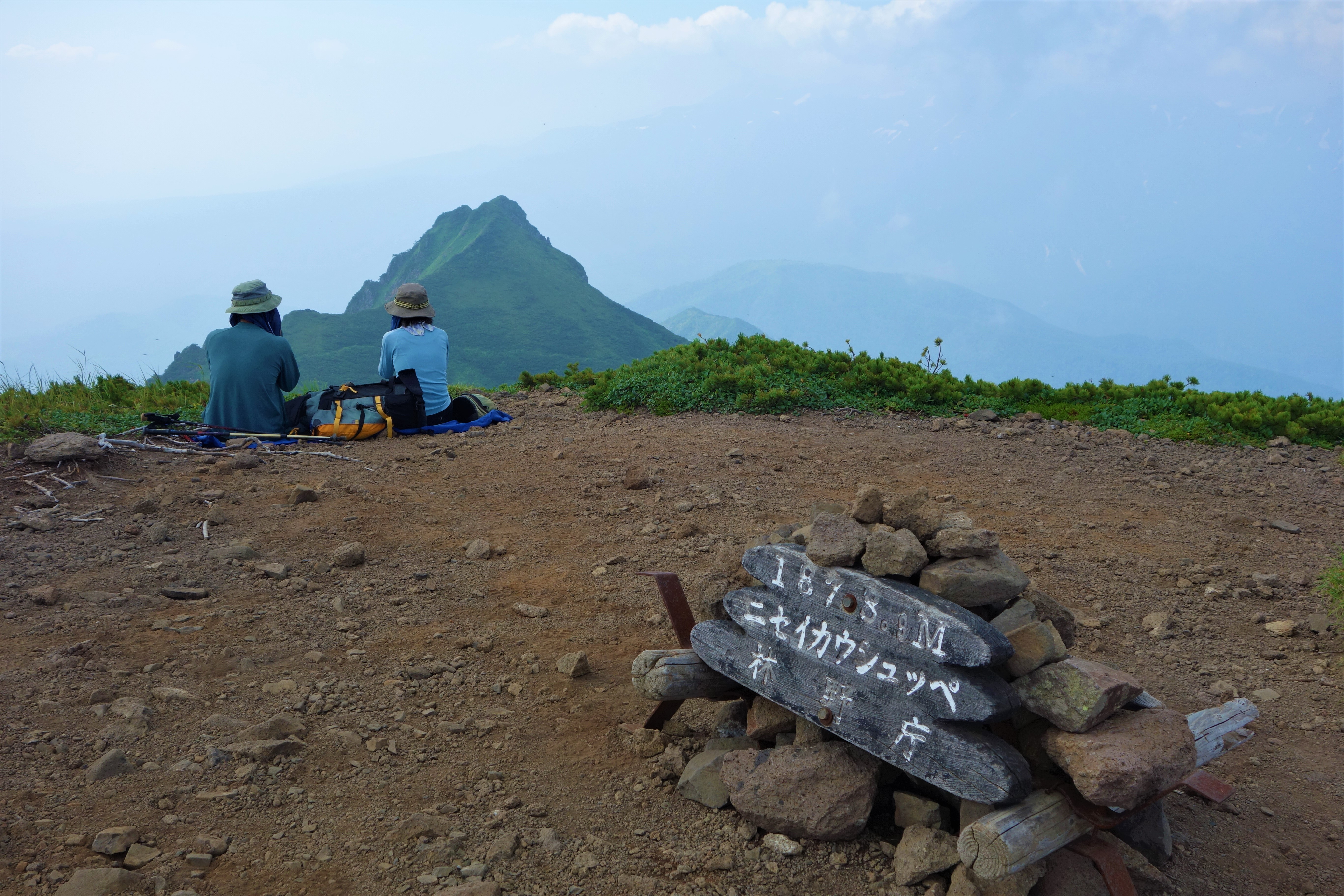
ニセイカウシュッペ山山頂から大槍
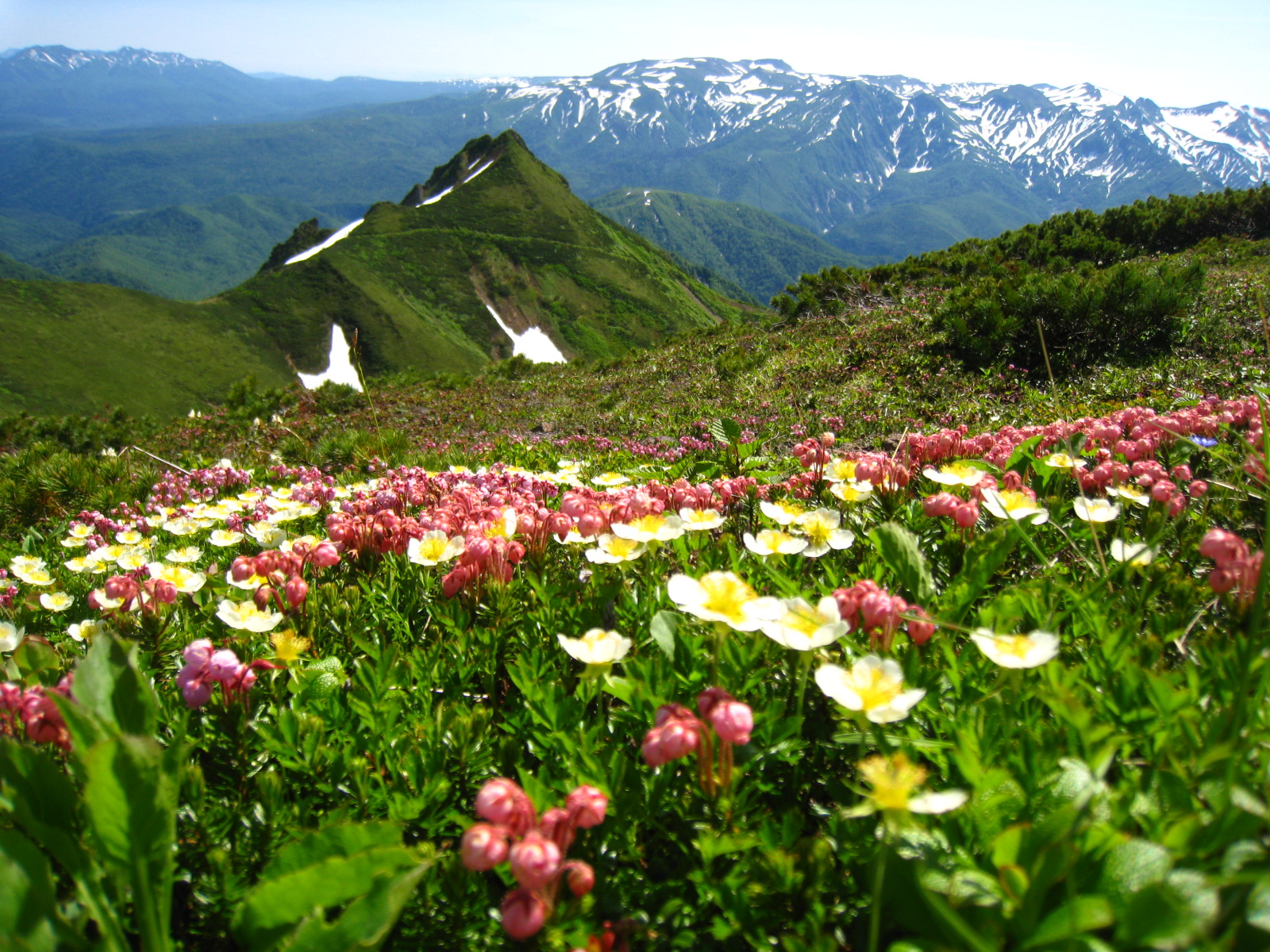
山頂から南南西を望む 中央左は大槍 右奥は大雪山

## ニセイカウシュッペ山の植物

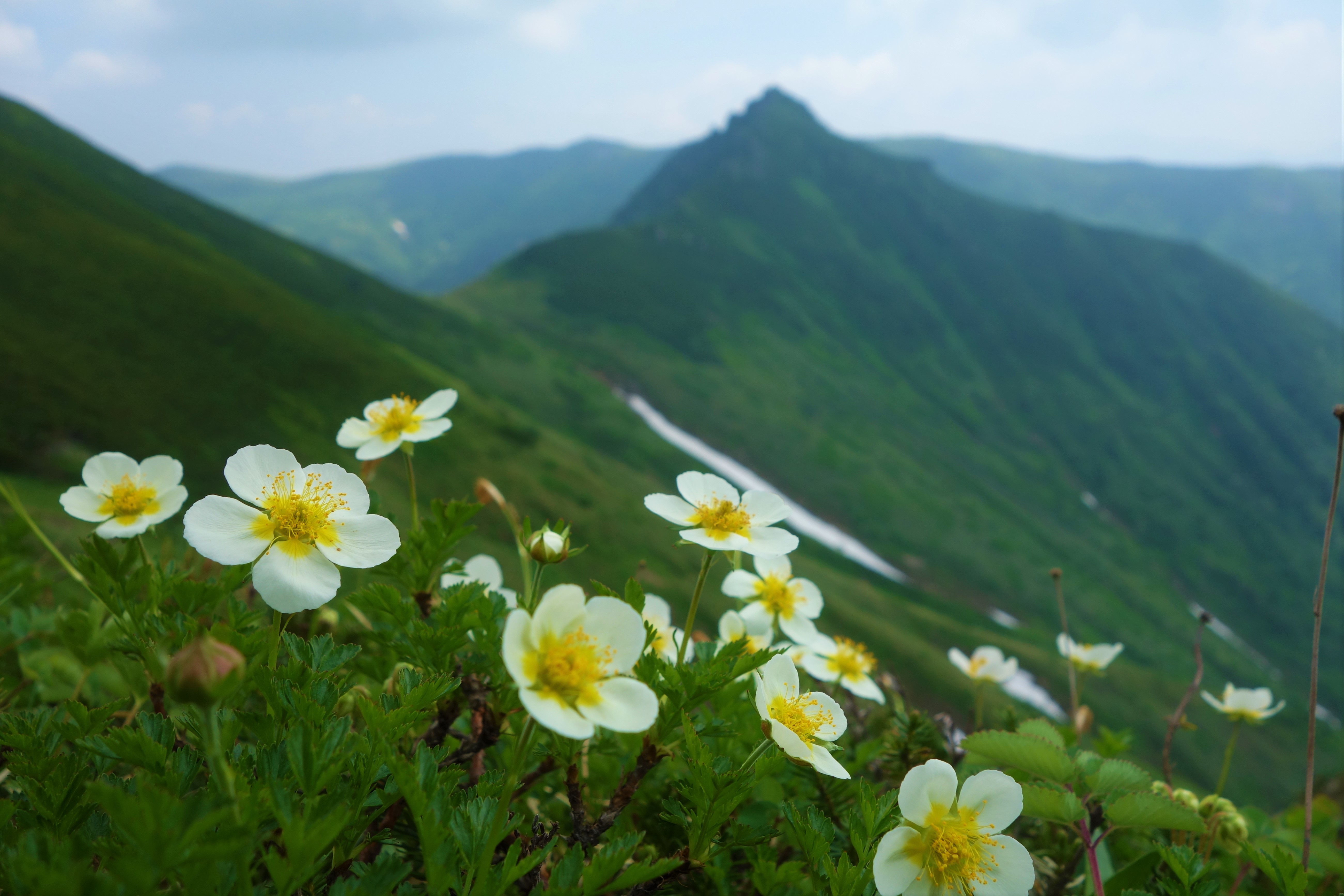
チングルマ
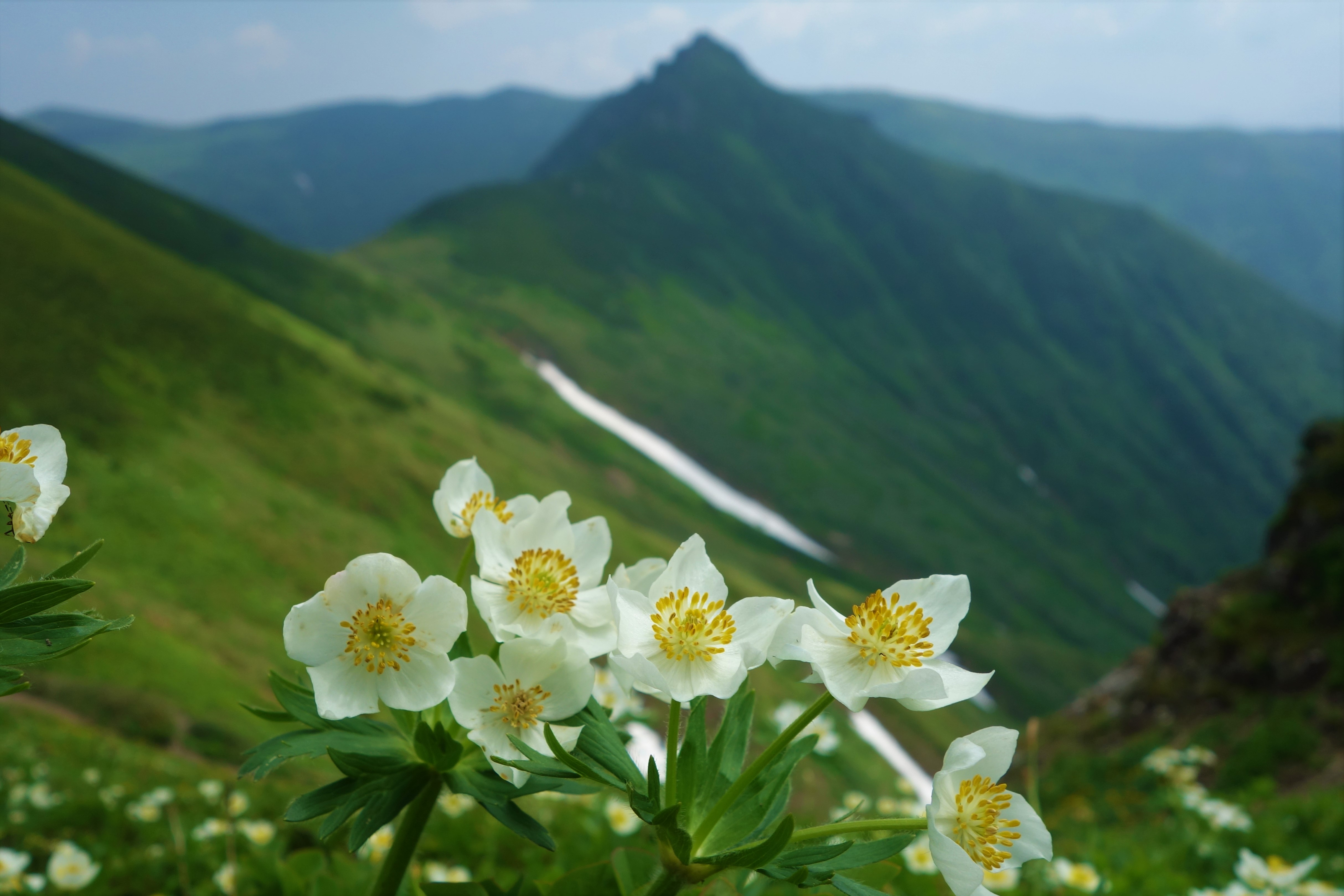
エゾノハクサンイチゲ
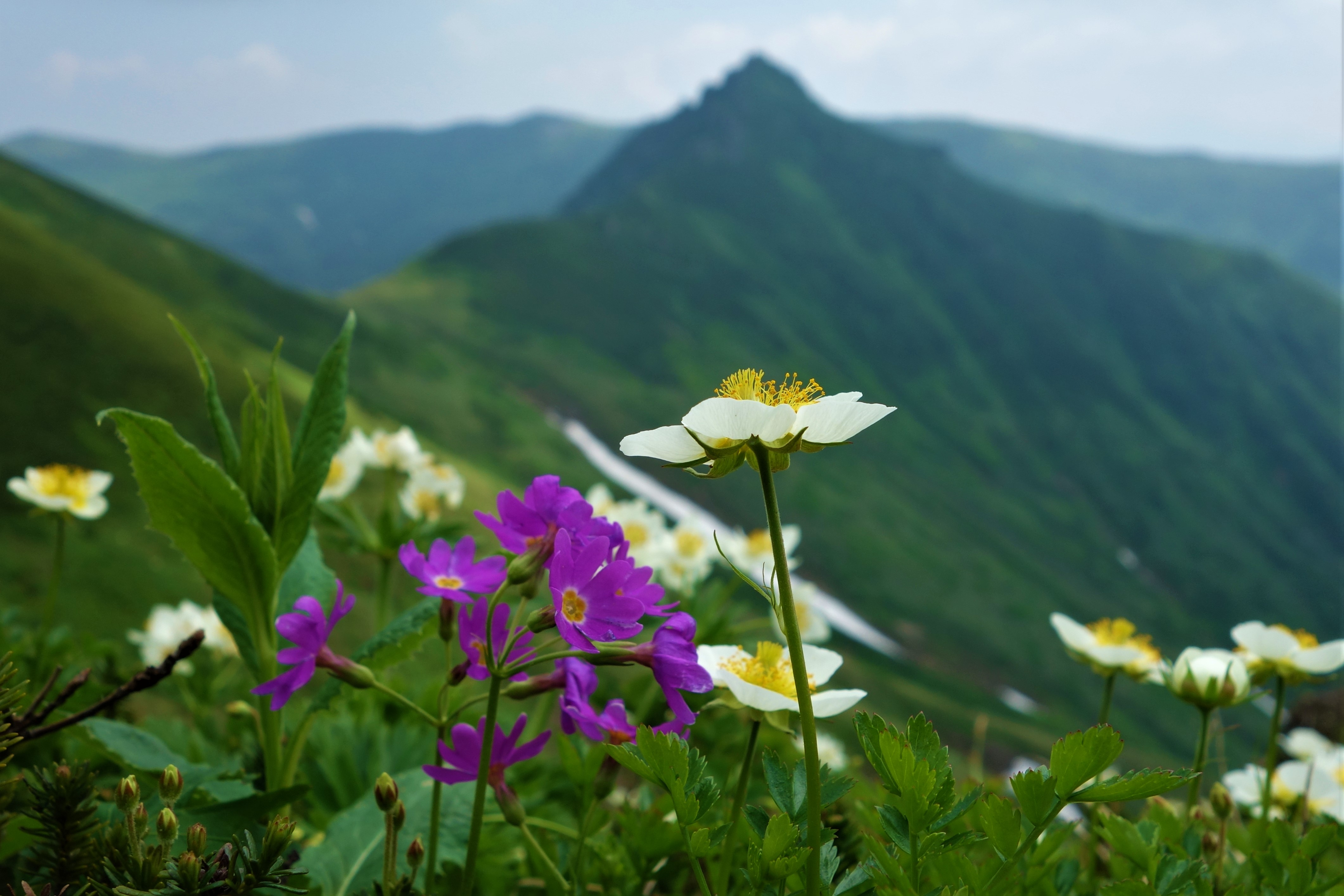
エゾコザクラ
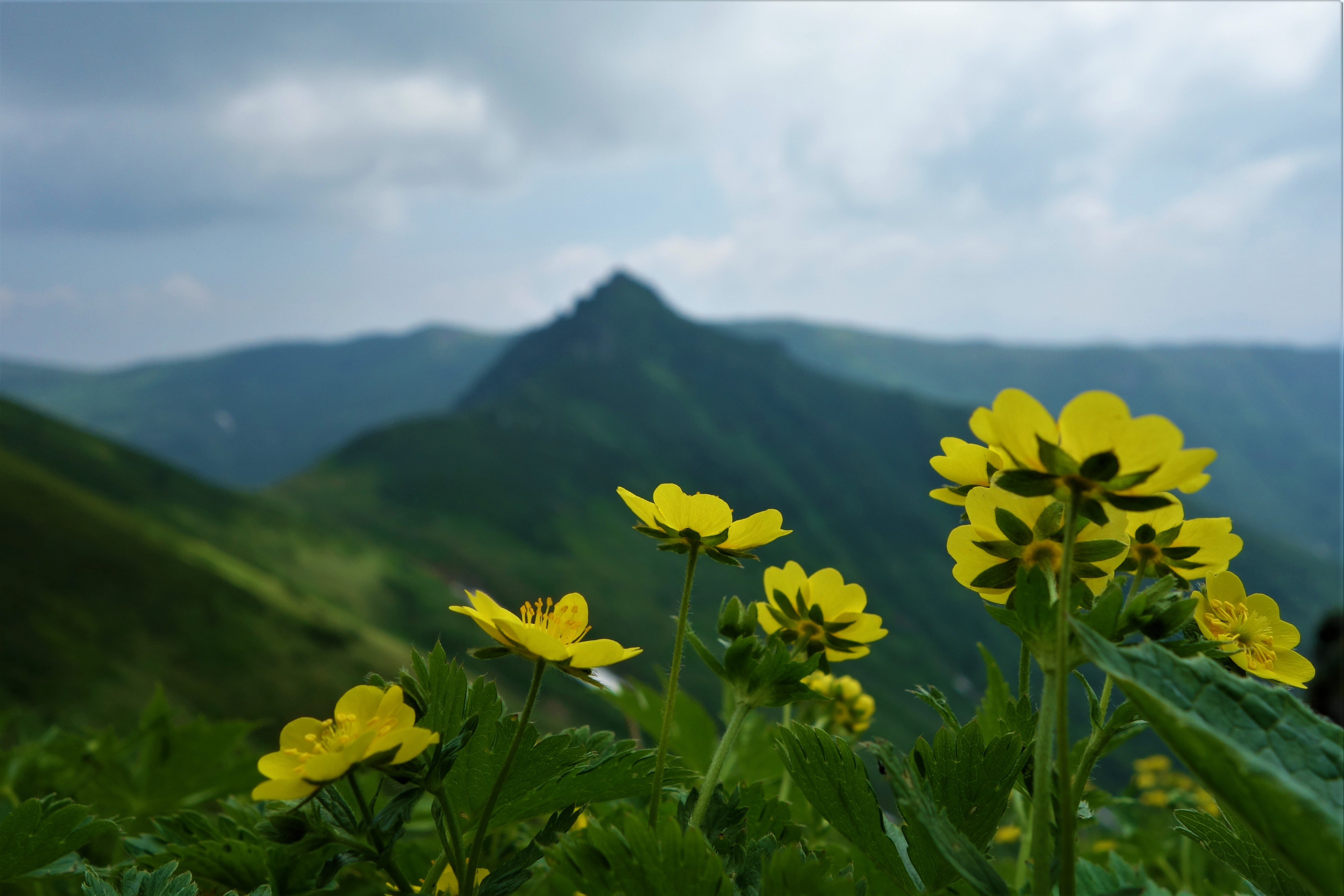
ミヤマキンバイ
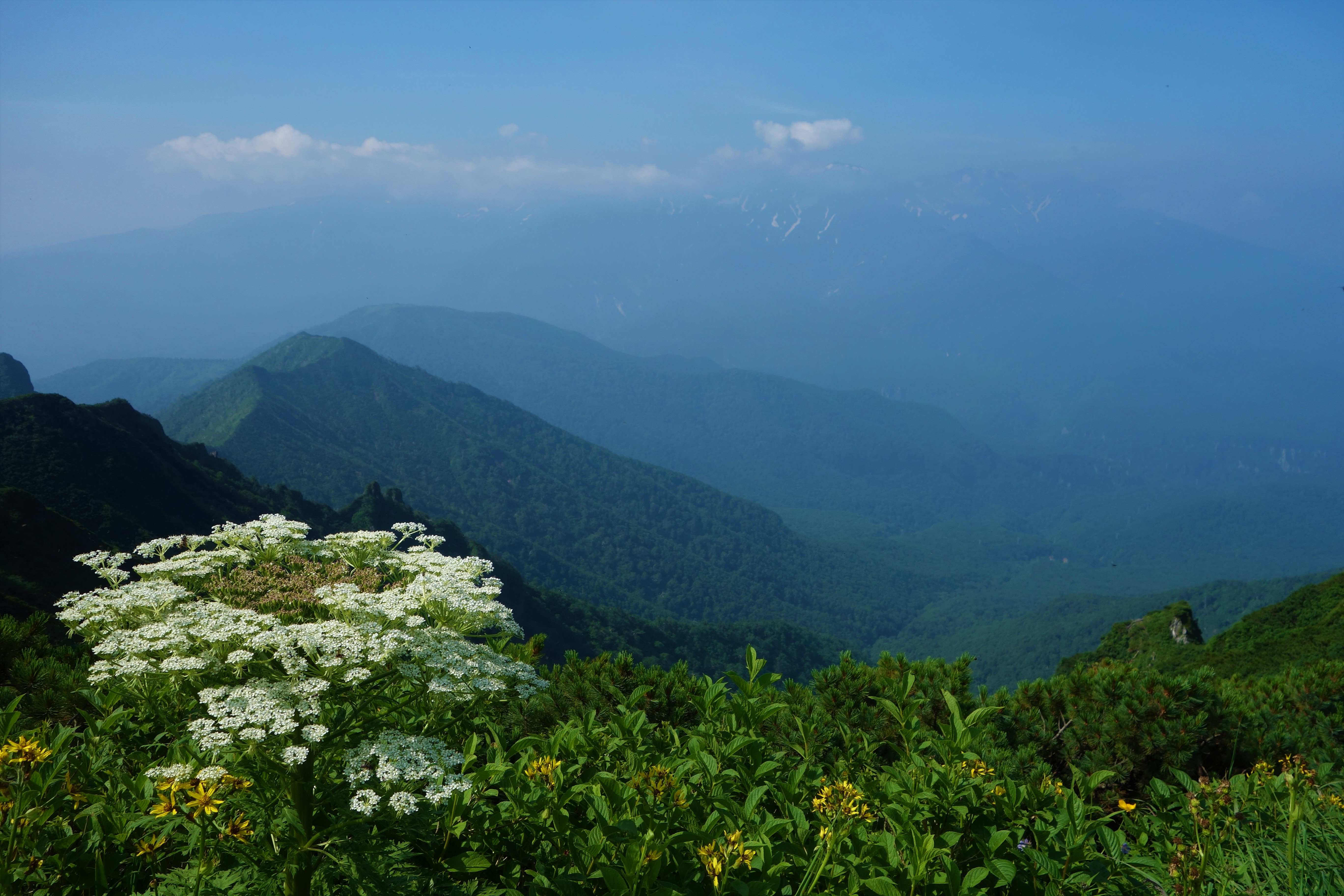
エゾノシシウド
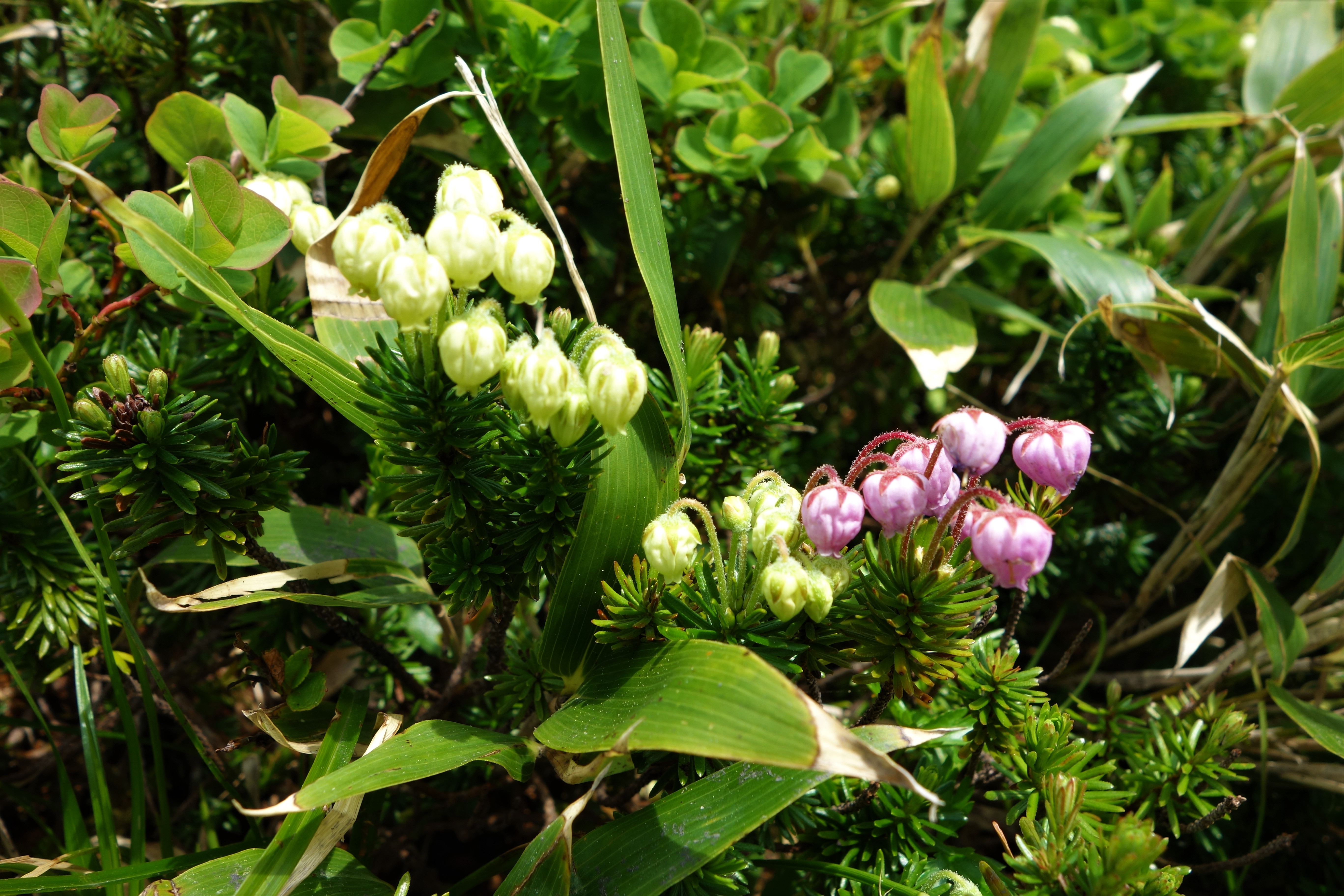
アオノツガザクラとエゾノツガザクラ
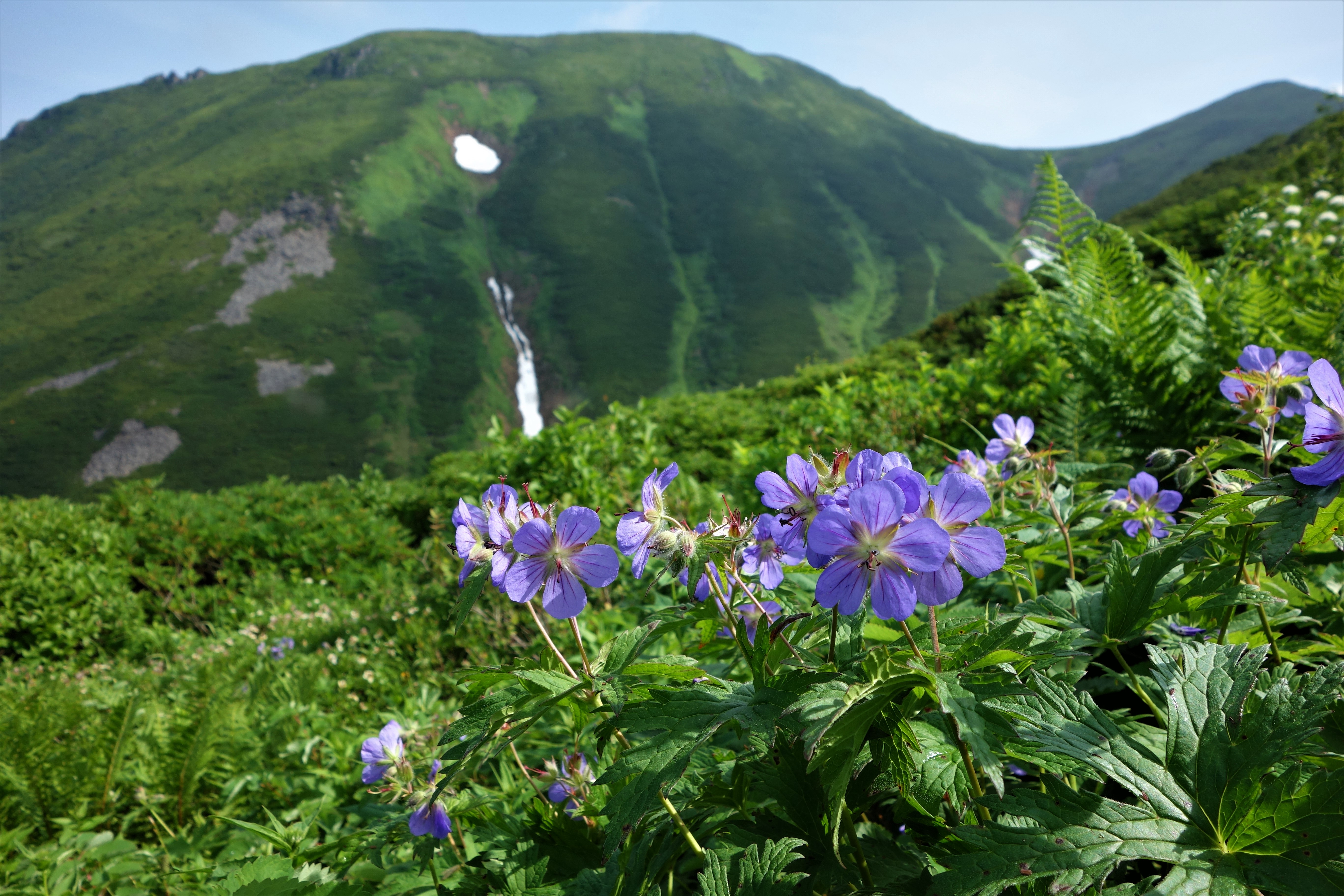
エゾグンナイフウロ
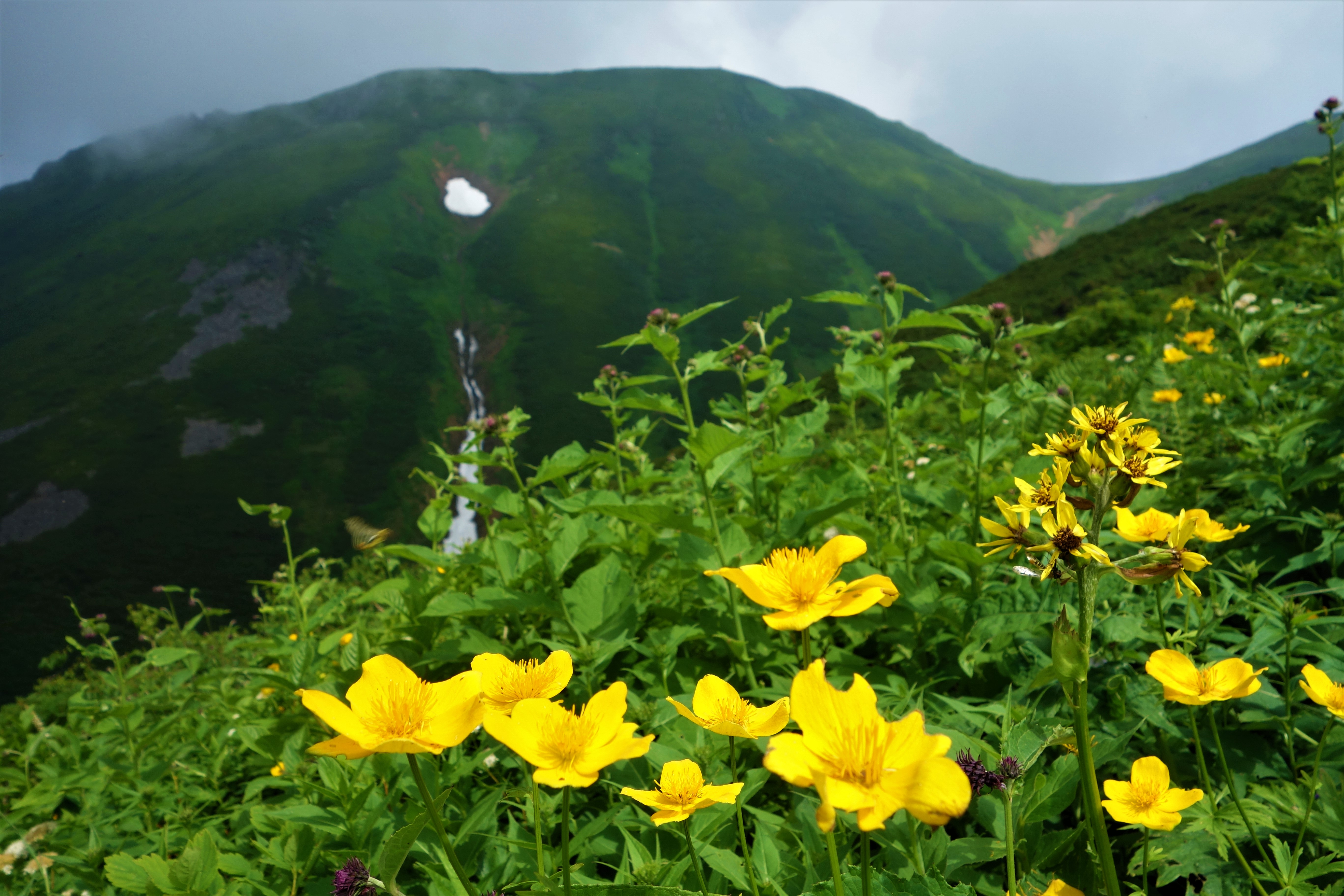
チシマノキンバイソウ
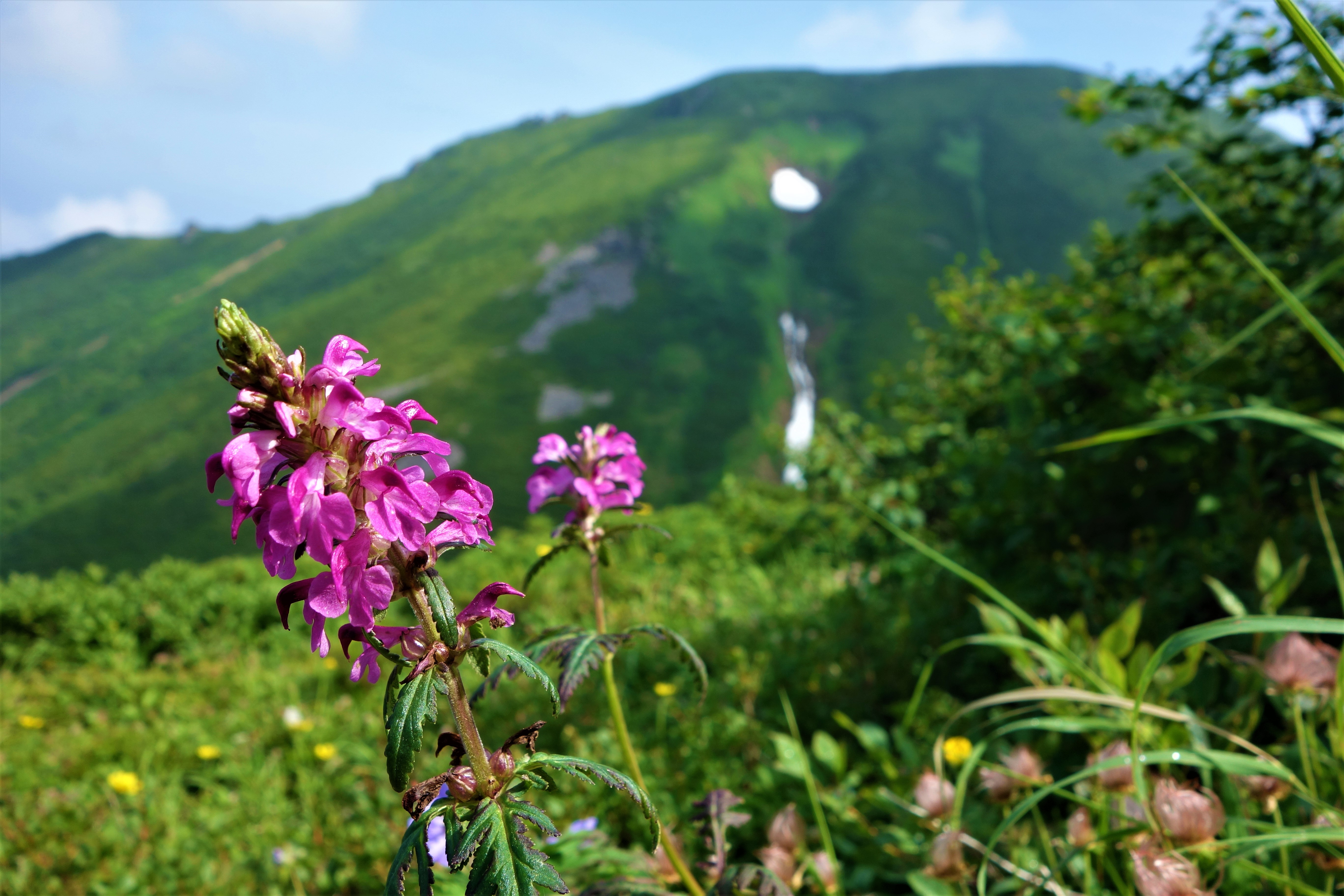
ヨツバシオガマ
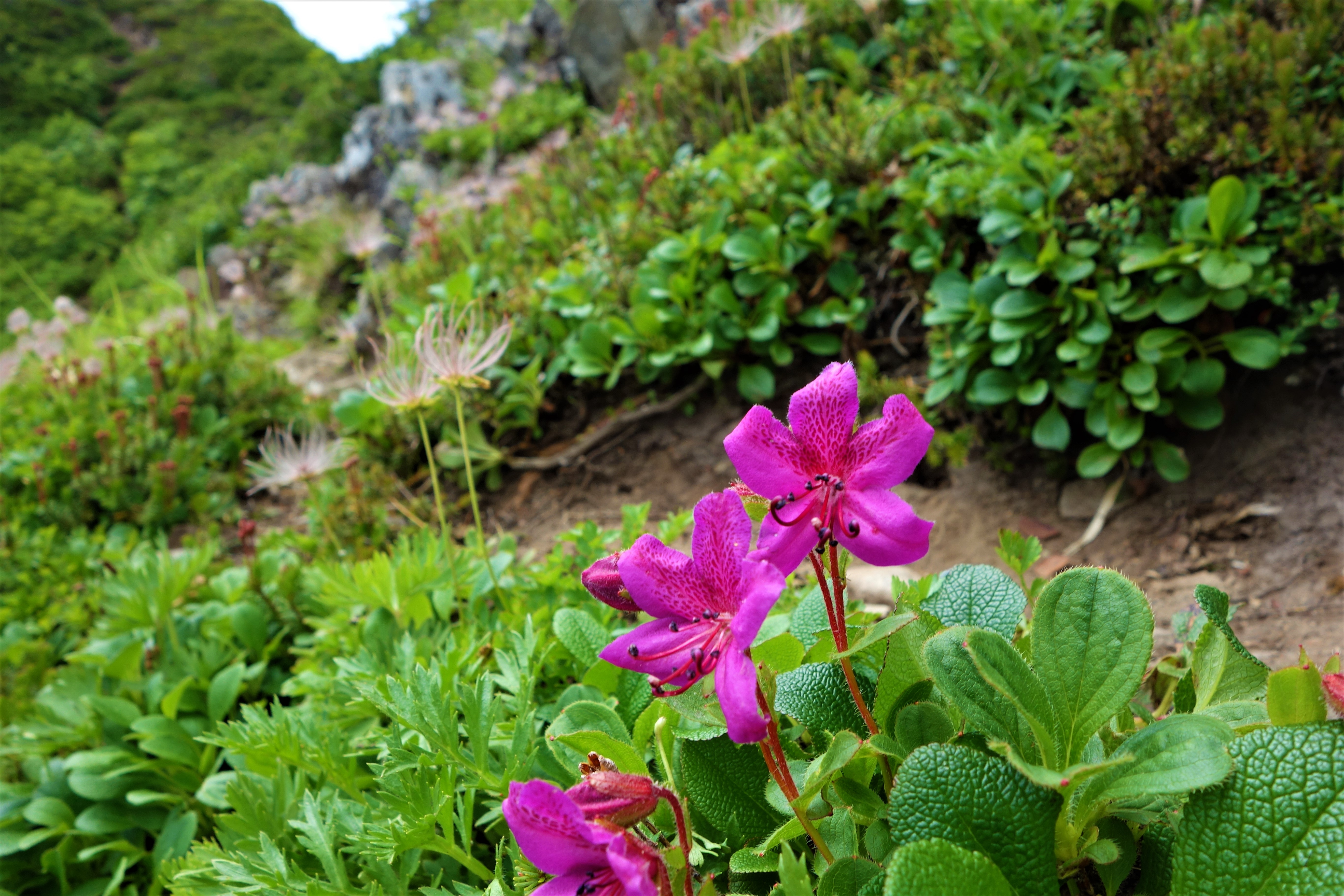
エゾツツジ
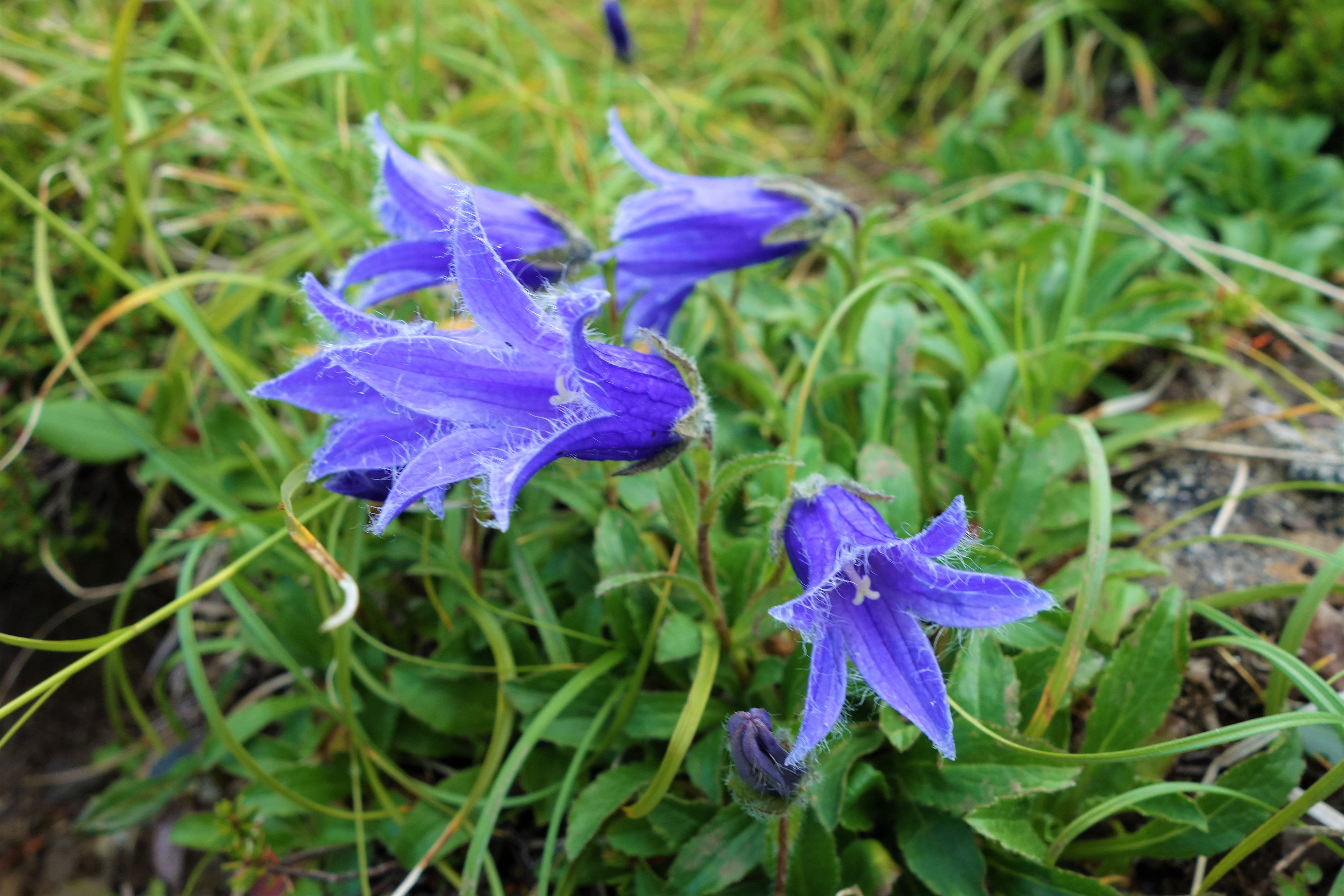
チシマギキョウ
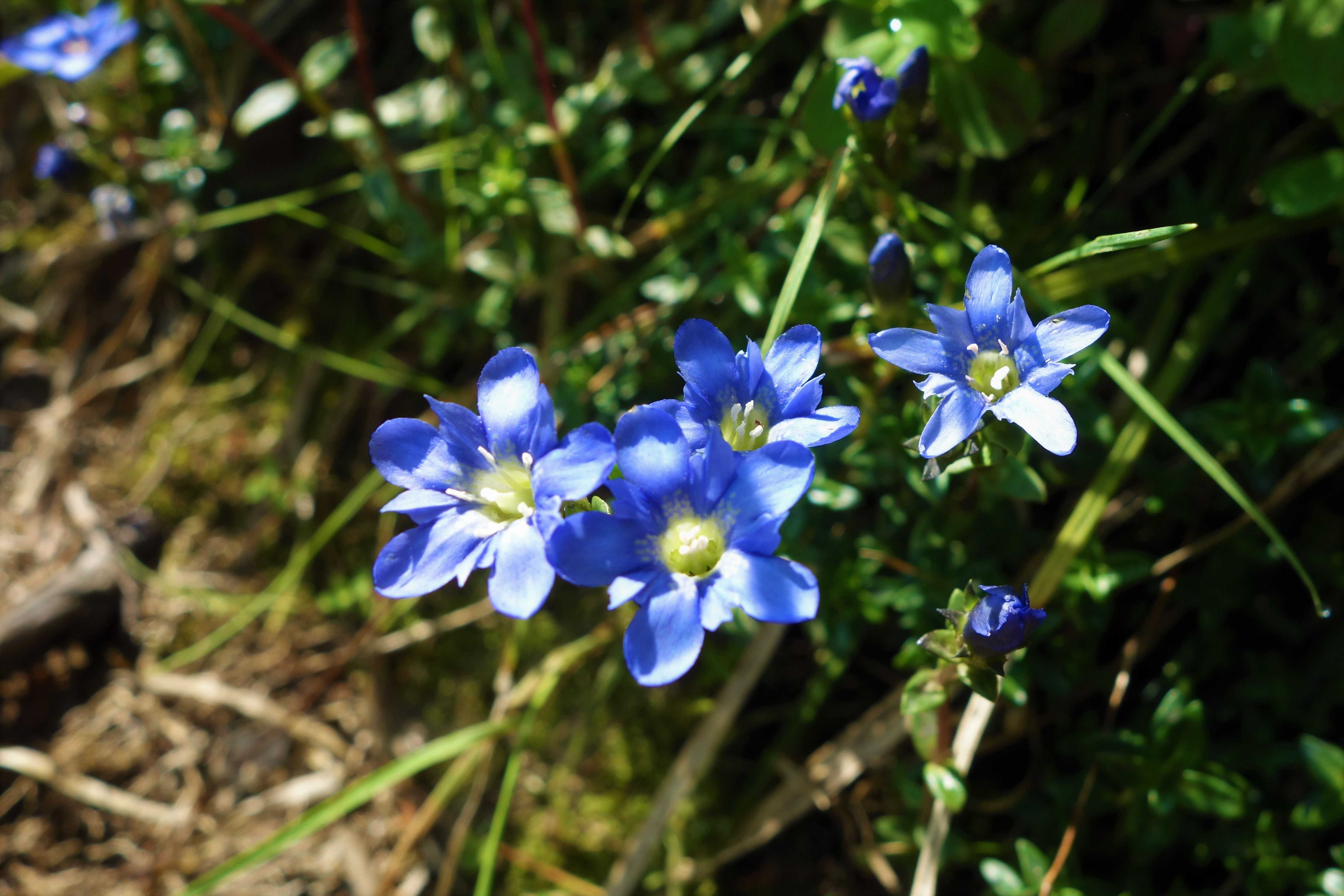
ミヤマリンドウ